# 니마정 (1954년)
니마정(仁万町)은 시마네현 니마군에 설치되었던 정이다. 현재의 오다시에 해당한다.